# Hans Colliander
Hans Erland Oskar Colliander, född 18 april 1924 i Uppsala, död 18 oktober 2013, var en svensk diplomat.

## Biografi
Colliander var son till förste bibliotekarie Elof Colliander och Harriet, född Lejdström. Han tog juris kandidatexamen i Uppsala 1946 och diplomerades från Handelshögskolan i Stockholm 1949 innan han tog anställning vid Skandinaviska Banken 1949. Colliander blev attaché vid Utrikesdepartementet (UD) 1950 och tjänstgjorde i Washington, D.C., Paris 1952-1957, vid UD 1957-1961, Moskva 1961-1965 samt vid UD 1965-1969. Han var därefter ambassadråd vid Sveriges delegation i Genève 1969-1976, chef för Sveriges OECD-delegation i Paris 1976-1985 och ambassadör i Aten 1985-1989.
Han var ombud och ordförande i handels- och luftfartsförhandlingar med olika länder, ordförande i OECD:s stålkommission 1980-1985 och från 1989 samt konsult vid Sveriges Industriförbund från 1990. Colliander var även styrelseledamot i Föreningen Svenska Atheninstitutets Vänner.
Colliander var gift 1950-1974 med Kerstin Fredriksson (född 1923). Han var därefter gift med Hilda Marti. Colliander avled 2013 och gravsattes på Norra begravningsplatsen i Stockholm.